# دسته بازی

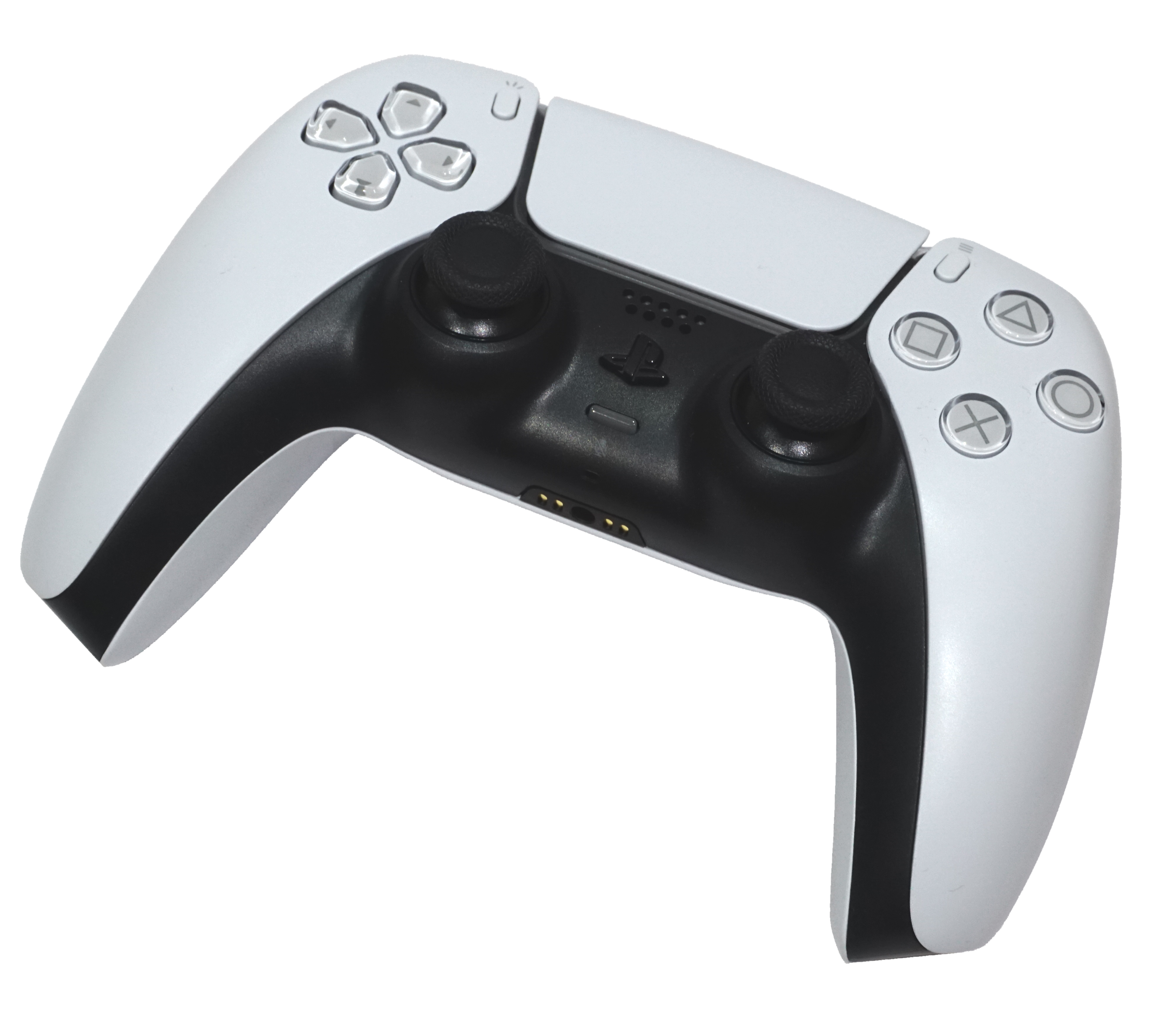
دسته بازی پلی‌استیشن ۵

دسته بازی یا گیم‌پد (به انگلیسی: Gamepad) یک دستگاه ورودی از انواع کنترل‌کننده بازی است. وسیله‌ای برای کنترل بازی که در دست جای می‌گیرد و به رایانه یا کنسول متصل می‌شود، دسته‌های بازی غالباً دارای دکمه‌های جهت حرکت یا D-pad به شکل کلید حرکتی صفحه کلید و چهار تا شش دکمه سمت راست روی کنترل، دو دکمه در وسط و چهار دکمه در جلوی دسته هستند. برخی دسته‌ها ممکن است دارای دکمه‌های جانبی دیگری نیز باشند.

## فناوری‌ها
دکمه‌های یک دسته برای راحتی استفاده و کاربر پذیری بیشتر هنگام طراحی دسته طراحی و ساخته می‌شوند.
دسته‌های موجود در بازار دارای انواع ساده یا شوک دار (Dual Shock) می‌باشند. دسته‌های شوک دار دارای دو اهرم برروی دسته هستند که جهت حرکت را بهتر و راحت تر به رایانه انتقال می‌دهند. ضمن اینکه دارای یک موتور لرزاننده در داخل آن هستند که در بعضی از بازی‌ها در شرایط خاص به لرزش در می‌آیند و موجب ایجاد هیجان مضاعف در هنگام بازی می‌شوند. دسته‌های بی‌سیم نیز از امواج رادیوی یا بلوتوث جهت ایجاد ارتباط با رایانه بهره می‌برند.